# شربورن سنت جان
شربورن سنت جان (به انگلیسی: Sherborne St John) یک روستا و محله مدنی در بریتانیا است که در Basingstoke and Deane واقع شده‌است. شربورن سنت جان ۲٬۵۸۴ نفر جمعیت دارد.